# Kurt Reimann
Pour les articles homonymes, voir Reimann.
Kurt Reimann (né le 15 mars 1913 à Berlin, mort le 22 août 2001 dans la même ville) est un chanteur classique et acteur allemand.

## Biographie
Après des études de chant auprès d'Ulrich Eberl à Berlin, il fait ses débuts en 1945 dans le rôle de Triquet dans Eugène Onéguine au Staatsoper Unter den Linden. La même année, il devient membre de la Genossenschaft Deutscher Bühnen-Angehöriger. Il reste au Staatsoper jusqu'en 1947. En mai 1947, il est le premier interprète d'après-guerre de Capri-Fischer, devenu célèbre dans la version de Rudi Schuricke, pour Amiga.
En 1948, il signe un contrat d'enregistrement avec le RIAS, et en 1949 un contrat d'exclusivité pour les opéras, opérettes et chansons individuelles avec la Berliner Rundfunk qui dure jusqu'en 1952. En 1951, suit un contrat d'exclusivité avec la société de production cinématographique Berolina-Film de Kurt Ulrich. 
Dans les années suivantes, Reimann est apparu en tant que chanteur itinérant. Il joue un rôle considérable dans le Heimatfilm Grün ist die Heide en chantant plusieurs titres de Hermann Löns tels que Auf der Lüneburger Heide et Grün ist die Heide et les Riesengebirgsliedes. De cette façon, il travaille avec Hans Richter et Ludwig Schmitz dans d'autres Heimatfilms.

## Filmographie
- 1947 : Herzkönig (de)
- 1949 : Figaros Hochzeit (de) (uniquement chant)
- 1950 : Une fille du tonnerre (de)
- 1951 : Ma verte bruyère (Grün ist die Heide)
- 1951 : Wenn die Abendglocken läuten (de)
- 1952 : Le Rêve multicolore (de)
- 1952 : Tausend rote Rosen blühn (de)
- 1952 : Pour l'amour d'une femme (de)
- 1953 : Masque en bleu
- 1953 : La Rose de Stamboul
- 1953 : Quand la musique du village joue
- 1956 : Schwarzwaldmelodie
- 1956 : Facteur en jupons (uniquement chant)